# Nebaghiya
Nebaghiya è uno dei sette comuni del dipartimento di Boutilimit, situato nella regione di Trarza in Mauritania. Nel censimento della popolazione del 2000 contava 8.165 abitanti.